# Blechnum maxonii
Blechnum maxonii là một loài thực vật có mạch trong họ Blechnaceae. Loài này được (Broadh.) C. Chr. mô tả khoa học đầu tiên năm 1913.